# Penthophonus
Penthophonus is een geslacht van kevers uit de familie van de loopkevers (Carabidae). De wetenschappelijke naam van het geslacht is voor het eerst geldig gepubliceerd in 1900 door Reitter.

## Soorten
Het geslacht Penthophonus omvat de volgende soorten:
- Penthophonus astutus Tschitscherine, 1903
- Penthophonus glasunovi (Tschitscherine, 1898)
- Penthophonus peyroni (Brulerie, 1873)
- Penthophonus solitarius (Peyron, 1858)
- Penthophonus taygetanus Pic, 1911